# Retuerta
Retuerta és un petit poble de la província de Burgos que té al voltant de 60 habitants. Per aquesta localitat pasa el riu Arlanza, i és veïna de Covarrubias. Localitat situada a la Ruta de la Llana.

## Demografia
| 1991 | 1996 | 2001 | 2004 |
| ---- | ---- | ---- | ---- |
| 78   | 77   | 66   | 65   |

## Art
Nucli urbà i arquitectura popular d'entramat de fusta.